# Kishonthy Jenő
Kishonthy Jenő (Edelény, 1935 – Eger, 2015) egri festőművész, főiskolai tanár.   

## Tanulmányai
1954-60: Magyar Képzőművészeti Főiskola, mesterei voltak: Pap Gyula, Bernáth Aurél, Barcsay Jenő.

## Munkássága
A Képzőművészeti Főiskola elvégzése után Egerben telepedett le, ahol haláláig élt és dolgozott. Évtizedeken keresztül az Eszterházy Károly Főiskola Rajz tanszékén oktatott, mely intézményben nyugállományba vonulása után óraadóként is szolgálta a művészeti és a tanárképzés ügyét. Pedagógusként tanítványok sokaságát nevelte a szép értékelésére, annak újrateremtésére. A tehetségeket felkarolta, támogatta. Olyan szellemi alkotóműhelyt hozott létre, melynek tudatformáló és közösségteremtő ereje az egész városra kisugárzott. A '90-es években létrehozta az egri hivatásos képzőművészek nagy részét tömörítő „Ars Agria” Képzőművész Egyesületet. Sajátos megjelenésével, egyéniségével, szarkasztikus, „fekete” humorával nagy népszerűségnek örvendett ismerősei, tanítványai körében. Alkotóként hagyománytisztelő, mértéktartó és visszafogott. Lírikus festményeinek alaptémája és hangulata a kisvárosi életérzésben gyökerezik. Tagja a Magyar Köztársaság Művészeti Alapjának. Kifejező portrékat festett és mintázott közintézmények számára. Rendkívül sokoldalú művész volt, aki a festészet és a grafikai technikák mellett, szobrászattal, éremművészettel, gipszöntéssel is foglalkozott. Nyugdíjas éveiben zongorázott és zenét szerzett és verseket faragott.A festészeti módszereket, alapokat kiválóan ismerő, jó ízléssel és műérzékkel rendelkező, művelt személyiség volt.
1960-70 között, a Fiatal Művészek Stúdiója tagjaként háromszor kapott
ösztöndíjat, két ízben részesült egyéves Derkovits-ösztöndíjban, elnyerte Heves
megye művészeti díját, 1992-ben az Országos Akvarell Biennálén szerepelt, 1973-ban Eger Kulturális Bizottságának díját majd 2010-ben Eger város Művészeti és Képzőművészeti Nívódíját nyerte el.

## Egyéni kiállítások
- 1964 • Fiatal Művészek Klubja, Budapest
- 1966 • Miskolc
- 1971 • Dobó István Vármúzeum, Eger
- 1974 • Kecskemét
- 1972 • Kulturális Kapcsolatok Intézete Kiállítóterem, Dorottya u., Budapest
- 1974 • Hatvani Galéria, Hatvan (kat.)
- 1975 • Aba Novák Terem, Szolnok
- 1975 • Mezőtúr
- 1976 • Városi Tanács aulája, Eger
- 1977 • Rudnay Terem, Budapest (kat.) • Megyei Művelődési Központ, Eger
- 1993 • Minnesotai Állami Egyetem, Duluth Campus Művészeti Tanszék Kiállítóterem (USA).

## Válogatott csoportos kiállítások
Rendszeres szereplője volt a Fiatal Képzőművészek Stúdiója kiállításoknak, az Országos Akvarell Biennálénak, a Miskolci Téli Tárlatoknak, a Szegedi Nyári Tárlatnak, a Magyar Képzőművészek és Iparművészek Szövetsége kiállításain, és a Heves megyei képzőművész csoport tárlatain szerepelt.

## Művek közgyűjteményekben
Dobó István Múzeum, Eger • Herman Ottó Múzeum, Miskolc.

## Köztéri művei
12 műszaki szakember portréja (4. Sz. Volán Vállalat, Eger)
Bartók Béla-portré (Farkas F. Zeneiskola, Eger).